# Wendell Lira
Wendell Silva Lira, mais conhecido como Wendell Lira, ou simplesmente Wendell (Goiânia, 7 de janeiro de 1989), é um ex-futebolista brasileiro que atuava como atacante. Atualmente, joga pela Netshoes Miners na categoria de eSports. Foi o ganhador do Prêmio Puskás de 2015-16, aos 27 anos de idade.

## Carreira

### Inicio
Wendell começou sua carreira futebolística em 1999, na escolinha da Ovel, destacando-se nas categorias de base do Araguaína Futebol Clube. Em 2002, chegou na base do Goiás, clube pelo qual se profissionalizou, em fevereiro de 2006.
No segundo semestre de 2006, Wendell foi um dos destaques da Seleção Brasileira sub-20 que disputou a Copa Sendai, realizada no Japão. Ao retornar no Goiás, fez um excelente Campeonato Brasileiro sub-20, sendo eleito a revelação e terminando como artilheiro da competição, com sete gols. Com isso, chamou atenção de vários clubes, do Brasil e do mundo. Enquanto o time principal do Goiás disputava a Libertadores, Wendell já mostrava talento em equipe alternativa montada para disputar o estadual. Ao fim daquele ano, o Milan apresentou proposta de R$ 6 milhões ao Goiás, que recusou a oferta.

### Lesões
Na temporada seguinte, porém, o drama de Wendell começou. Ele teve a primeira de duas sérias lesões no joelho e ficou 10 meses fora dos gramados. O retorno foi muito difícil. Ele não conseguiu pegar ritmo de jogo porque sofreu com lesões musculares. Em 2010, foi emprestado ao Fortaleza pouco antes de sofrer novo baque. Rompeu novamente os ligamentos do joelho e perdeu praticamente a temporada inteira.
Wendell só viu a carreira decolar novamente em 2015, ao ter um de seus gols entre os dez mais bonitos do ano. Antes, o atacante rodou por clubes de pouca expressão no cenário nacional, conviveu com lesões que quase o fizeram abandonar a profissão, chegando, inclusive, a trabalhar na lanchonete da mãe.

### Prêmio Puskas
Em 2016, ao vencer o Prêmio Puskas de gol mais bonito do ano, Wendell se tornou o segundo jogador brasileiro a conquistar tal prêmio - Neymar, em 2011, foi o primeiro. A premiação aconteceu em 11 de janeiro de 2016, em Zurique, na Suíça. O gol (uma bicicleta rotatória após bela triangulação) foi marcado quando o atleta jogava pelo Goianésia, na vitória de seu time contra o Atlético Goianiense por 2–1. A partida, válida pelo Campeonato Goiano de 2015, aconteceu em 11 de março de 2015.
A jogada começou com o atacante Nonato evitando a saída de bola e passando a bola para Da Matta. O meia ajeitou com categoria e, sem deixar a bola cair, lançou Wendell Lira por cima da defesa do Atlético-GO. Como estava à frente da linha da bola antes de finalizar, o atacante girou bonito e estufou as redes do Serra Dourada. Ele admitiu no dia seguinte que não conseguiu ver a finalização na hora do lance.

### Seleção Brasileira
Em Setembro de 2006, Wendell jogou a Copa Sendai ao lado de Alexandre Pato, Ernando e Leyrielton na Seleção sub-20. Além de ter ajudado a equipe a conquistar o troféu da competição, ele marcou um dos gols na campanha.

### YouTube
Em 2016, Wendell se aposentou do futebol e começou a se dedicar na carreira de gamer e criou um canal no YouTube chamado WLPSKS - Wendell Lira, onde se dedicará a falar e fazer gameplay do jogo FIFA.
Atualmente, o canal de Wendell ultrapassa os 500 mil inscritos e é um dos maiores canais do Youtube Brasil na Modalidade.

## Títulos
Goiás
- Campeonato Goiano: 2009

Novo Horizonte
- Campeonato Goiano (3º Divisão): 2013

Seleção Brasileira Sub-18
- Copa Sendai: 2006

### Prêmios individuais
- 2006 - Artilheiro do Campeonato Brasileiro Sub-20
- 2006 - Revelação do Campeonato Brasileiro Sub-20
- 2015 - Prêmio Puskás